# Jassim Hasan
Jassim Hasan (arabisch جاسم حسن, DMG Ǧāsim Ḥasan; * 16. Dezember 1989 in Genf, Schweiz) ist ein kuwaitischer Skirennläufer.

## Biographie
Hasan wuchs in Genf auf und erlernte das Skifahren in der Schweiz. Mit 35 Jahren entschied er sich zu einer Karriere als Skirennläufer, zuvor hatte er als Unternehmensberater gearbeitet. Sein internationales Renndebüt gab er am 30. November 2024 in Storklinten bei einem Rennen der FIS-Entry-League. Drei Monate später nahm er an den Alpinen Skiweltmeisterschaften in Saalbach teil, wobei er im Riesenslalom den 106. Platz und im Slalom den 82. Platz belegte.

## Erfolge

### Weltmeisterschaften
- Saalbach 2025:  82. Slalom, 106. Riesenslalom